# La leona
La leona é uma telenovela mexicana, produzida pela Televisa e exibida em 1961 pelo Telesistema Mexicano. Protagonizada por Amparo Rivelles e Ernesto Alonso, antagonizada por Jacqueline Andere, María Antonieta de las Nieves e Guillermo Murray.

## Elenco
- Amparo Rivelles... Alicia
- Ernesto Alonso
- Augusto Benedico
- Guillermo Murray
- Jacqueline Andere ... María
- María Antonieta de las Nieves
- Prudencia Griffel
- Luis Bayardo
- Gerardo del Castillo
- Malena Doria
- Ada Carrasco
- Judy Ponte
- Arturo Benavides
- Eduardo MacGregor